# زويسيا مانيلا
زويسيا مانيلا أو حشيشة كوريا نوع نباتي عشبي ينتمي لجنس زويسيا من الفصيلة النجيلية. موطنه الأصلي شرق وجنوب شرق آسيا. يعد من نباتات المروج المهمة.

## الوصف النباتي
النبات معمر ينتشر بالجذامير.